# Троицкая площадь (Уфа)
Троицкая площадь — историческая первая городская площадь на территории Уфимского кремля в Старой Уфе. Являлась административным и, позднее, торговым центром города Уфы вплоть до начала XIX века, когда административная функция перешла Соборной площади, а торговая — Верхнеторговой.
Весь исторический облик и архитектурный ансамбль площади уничтожен во второй половине XX века, главной доминантой которой был первый храм и первая каменная постройка города — Троицкая церковь.

## История
При строительстве Уфимского острога-детинца и первой церкви в 1574, и получением статуса города в 1586, возле Смоленской церкви стала формироваться площадь, на которой строились здания управления Уфимского уезда, в частности, здание Уфимской приказной избы и дом воеводы. От площади начиналась одна из самых старых улиц города — Казанская (ныне — Октябрьской революции), ставшей главной городской улицей.
До конца XVII века возле Ногайской переправы, на берегу реки Белой, у подножия Троицкого холма существовала базарная площадь с торговыми рядами. После весеннего половодья, берег подмыло и обрыв переместился вплотную к площади. Тогда же, торговую площадь было решено перенести на противоположную сторону кремля — у Михайловской башни были построены новые торговые ряды.
По утверждённому в 1819 новому генеральному плану города, шотландский архитектор на российской службе Вильям Гесте вывел Большую Казанскую улицу к торговому центру Новой Уфы — Верхнеторговой площади, на которой уже были торговые ряды, и будущему Гостиному двору, соединив её тем самым с Троицкой; административный центр же перенесён на Соборную площадь, на которой к 1841 построен новый кафедральный храм города — Воскресенский — от чего Смоленский собор утрачивает свой статус, становится приходской церковью и начинает именоваться Троицкой. Со второй половины XIX века площадь полностью утратила свой прежний статус.
В 1829—1831 (по другим данным, в 1853) в северной части площади построена пожарная часть с первой каменной колокольней в городе.
В 1896—1898 в Доме Ребелинского на Большой Казанской И. И. Гутман открыл механическую мастерскую, впоследствии ставшей литейным заводом.
Во второй половине XX века начинается уничтожение основного ансамбля площади: в 1956 взорвана Троицкая церковь, в 1960-х построены «Хрущевки» и общежитие Уфимского авиационного техникума на самой площади.
Незастроенная южная часть Троицкой площади, между общежитием и монументом Дружбы, была названа Первомайской, но название не было никак воспринято уфимцами. Позднее, на ней был устроен сквер.
К лету 2007 все заводские корпуса бывшего завода «Горнас», кроме здания заводоуправления, снесены, в том числе — Дом Ребелинского, несмотря на обещания руководства Администрации города Уфы и П. Р. Качкаева сохранить оставшиеся здания исторического центра как музейную зону.

## Ансамбль
Из исторической застройки площади, на спуске улицы Октябрьской революции к реке Белой, сохранился только фасад здания заводоуправления И. И. Гутмана (№ 78), перестроенный в кирпичном стиле в конце ХIХ — начале XX века, и снесённый (с сохранением фасада) в 2007—2010 — яркий пример фасадизма в городе — является частью бизнес-центра. Само здание является памятником архитектуры.
Отреставрированный в 2012—2014 и 2020 особняк Юдаевых (Октябрьской революции, 76), построенный в середине XIX века, полностью утратил первоначальный вид — сохранявшаяся лепнина заменена на новодел, у здания появился мансардный этаж.
Полностью сохранилось здание Первой пожарно-полицейской части города (Октябрьской революции, 69), перестроенное также в кирпичном стиле в 1902—1903, и оштукатуренное (с нанесением рисунка кирпичной кладки) в 2007 — является ныне доминантой не только площади, но и всего квартала на Троицком холме.

## В искусстве
Троицкая площадь изображена на картине А. К. Саврасова «Вид Уфы и Троицко-Смоленского собора» 1886.